# 能代市立二ツ井小学校
能代市立二ツ井小学校（のしろしりつ ふたついしょうがっこう）は、秋田県能代市二ツ井町字上台にある公立小学校である。

## 沿革
2008年（平成20年）、旧二ツ井町内4小学校（二ツ井、切石、富根、仁鮒）が統合して開設。2022年（令和4年）4月現在、旧二ツ井町内唯一の小学校である。

### 年表
以下、注釈の無い項目は学校の公式サイトの情報によるもの。
- 2008年（平成20年）
  - 旧二ツ井町内の4小学校が統合し、能代市立二ツ井小学校が新設開校。旧二ツ井小学校校舎を仮校舎とする。
  - 新校舎建設を開始。
- 2010年（平成22年）- 新校舎竣工に伴い、全校生徒が移転。
- 2011年（平成23年）- グラウンド整地およびプール竣工。

## 通学区域
能代市のうち、旧二ツ井町全域。

## 進学先中学校
卒業生は、転居・受験等の理由がない限り、能代市立二ツ井中学校に進学する。

## 学区内の主な施設
- 秋田県立能代高等学校二ツ井キャンパス
- JR二ツ井駅
- きみまち阪県立自然公園
- 岩関神社
- 天神山清徳寺
- 鎧神社
- 能代市役所二ツ井庁舎
- 能代市立二ツ井図書館
- 能代市二ツ井公民館

## 交通
- 東日本旅客鉄道（JR東日本）二ツ井駅から徒歩20分
- 秋北バス「二ツ井小学校前」バス停から徒歩すぐ
- 二ツ井コミュニティバス「二ツ井小学校」バス停から徒歩すぐ